# Morgan (Minnesota)
Morgan es una ciudad ubicada en el condado de Redwood en el estado estadounidense de Minnesota. En el Censo de 2010 tenía una población de 896 habitantes y una densidad poblacional de 630,14 personas por km².

## Geografía
Morgan se encuentra ubicada en las coordenadas 44°24′57″N 94°55′30″O / 44.41583, -94.92500. Según la Oficina del Censo de los Estados Unidos, Morgan tiene una superficie total de 1.42 km², de la cual 1.42 km² corresponden a tierra firme y (0%) 0 km² es agua.

## Demografía
Según el censo de 2010, había 896 personas residiendo en Morgan. La densidad de población era de 630,14 hab./km². De los 896 habitantes, Morgan estaba compuesto por el 94.75% blancos, el 0% eran afroamericanos, el 2.46% eran amerindios, el 0.22% eran asiáticos, el 0% eran isleños del Pacífico, el 0% eran de otras razas y el 2.57% pertenecían a dos o más razas. Del total de la población el 2.79% eran hispanos o latinos de cualquier raza.